# سحر التفكير الكبير
سحر التفكير الكبير، (بالإنجليزية: The Magic of Thinking Big) كتاب مساعدة ذاتية لديفيد جيه شوارتز نُشر في عام 1959. وفي عام 1987 نُشرت نسخة مختصرة من الكتاب.
وصفته مجلة فوربس بأنه أحد أعظم كتب المساعدة الذاتية.

## الاستقبال والتأثير
في نهاية عام 1982، كان أحد أكثر كُتبِ سايمون وشوستر ذات الغلاف الورقي مبيعًا بعد بيع 1,494,000 نسخة. بحلول عام 2015، تم بيعت من ستة ملايين نسخة.
كتب توماس جيه ستانلي على موقعه في الإنترنت كيفية تحفيز شوارتز والكتاب له ودفعه لكتابة كتابه الأكثر مبيعًا، المليونير المجاور. وقد كانا من أعضاء هيئة التدريس في قسم التسويق في جامعة ولاية جورجيا وسوف يناقشان «النجاح». اقترح شوارتز كيفية تحسين كتاب ستانلي الأول، التسويق للأثرياء، «الآن ضع كل تركيزك على كيفية تحقيق ذلك أصبحوا ثريين. فكر بشكل كبير.»
قال مدرب كرة القدم الأمريكية والمذيع الرياضي لو هولتز أنه كتابه المفضل.
أعطى مدرب كرة السلة جو هارينغتون كل عضو من فريق لونق بيتش دولة 49 إرس نسخة خلال الثمانينيات. كما قام ليفتي دريسيل من جامعة ماريلاند بتوزيع الكتاب على أعضاء الفريق.

## روابط خارجية
- صفحة كتاب سايمون وشوستر